# Nemeritis obscuripes
Nemeritis obscuripes là một loài tò vò trong họ Ichneumonidae.